# Aanval op het Blauwe Huis
De aanval op het Blauwe Huis vond plaats op 21 januari 1968. Het was een mislukte poging door Noord-Koreaanse commando's om de Zuid-Koreaanse president Park Chung-hee te doden.

## Achtergrond
Park Chung-hee had in 1961 door middel van een staatsgreep de macht gegrepen. In 1967 werd hij door middel van verkiezingen rechtstreeks gekozen als president van de Derde Republiek. Het Noord-Koreaanse leiderschap concludeerde vervolgens dat Park Chung-hee niet meer te maken had met serieuze binnenlandse oppositie. Zuid-Korea's belangrijkste bondgenoot de Verenigde Staten waren bovendien volop verwikkeld in de Vietnamoorlog en de Noord-Koreaanse inschatting was dat zij een tweede serieuze oorlog niet zagen zitten.
Noord-Korea richtte in juli 1967 een speciale groep op. De 31 soldaten behoorden allen tot een elite-eenheid van het Koreaanse Volksleger, waar ze een training van 2 jaar er op hadden zitten. In de laatste twee weken voor de aanval oefenden ze in een gebouw dat een exacte kopie was van het Blauwe Huis in de Zuid-Koreaanse hoofdstad Seoel, het vaste onderkomen van de Zuid-Koreaanse president.

## Aanval
De groep verliet op 16 januari Yonsan. Een dag later staken zij de gedemilitariseerde zone  over en kwamen in Zuid-Korea aan. Op 19 januari staken ze de Imjin-rivier over. Dezelfde dag werd de groep ontdekt door vier broers, maar de Noord-Koreanen lieten hen gaan omdat ze beloofden geen alarm te slaan. De broers deden dat wel direct en er begon een heuse klopjacht door het Zuid-Koreaanse leger om de groep te vinden. Deze hadden zich inmiddels omgekleed in uniforms van het Zuid-Koreaanse leger die ze van tevoren hadden meegenomen. In groepjes van twee tot drie man arriveerden de Noord-Koreanen op 20 januari in Seoel, waar ze zich weer groepeerden en de laatste voorbereidingen troffen voor de aanval.
Op 21 januari trokken de Noord-Koreanen richting het Blauwe Huis. Op een controlepost op ongeveer honderd meter van de woning van de president werden ze staande gehouden. De dienstdoende politieofficier vertrouwde de zaak niet vanwege hun antwoorden. Er ontstond uiteindelijk een vuurgevecht, waarbij verschillende Zuid-Koreanen het leven verloren. Een Noord-Koreaan werd gepakt, maar pleegde vrijwel direct zelfmoord. De rest van de aanvallers sloeg op de vlucht en ging in groepjes uit elkaar, sommigen trokken de heuvels in, anderen trokken richting de stad Uijeongbu.
In de dagen daarna ontstond er een heuse klopjacht op de Noord-Koreanen. Op de eerste dag werd slechts een Noord-Koreaanse commando opgespoord  en gedood, maar een dag later waren het er twaalf en weer een dag later (25 januari) nog eens drie. De laatste zes commando's sneuvelden op 29 januari. Een Noord-Koreaan werd leven gevangen en slechts een wist te ontkomen naar Noord-Korea. Aan Zuid-Koreaanse zijde vielen 26 doden en 66 gewonden. Vier Amerikaanse soldaten lieten het leven toen zij probeerden te voorkomen dat een groepje Noord-Koreanen via de  gedemilitariseerde zone naar hun thuisland zouden terugkeren.

## Nasleep
Noord-Korea overmeesterde op 23 januari de USS Pueblo, een onderzoeksschip van de Amerikaanse marine. Daarmee verschoof de internationale aandacht naar dit incident in plaats van naar de aanval op het Blauwe Huis. Op 21 januari vond in Vietnam tevens de Slag om Khe Sanh plaats, tien dagen later gevolgd door het Tetoffensief. In Saigon probeerden guerrilla's van de Vietcong bovendien de Zuid-Vietnamese president Nguyen Van Thieu te doden. De Verenigde Staten hadden hun handen vol en steunden de Zuid-Koreanen, die tegenmaatregelen wilden nemen, niet.
De Amerikaanse president Lyndon B. Johnson zag de gebeurtenissen in Zuid-Korea en Vietnam als een gemeenschappelijke communistische poging om Zuid-Korea te dwingen haar twee divisies terug te trekken uit Vietnam. Generaal Charles Bonesteel zag dat verband niet. De aanval op het Blauwe Huis was weliswaar zorgvuldig gepland, maar de kaping van de USS Pueblo zag hij meer als een opportunistische actie en dat het samenviel met de opening van het Tetoffensief als toeval. De 82-man tellende crew van het Amerikaanse schip werd na elf maanden losgelaten door de Noord-Koreanen.
De Zuid-Koreaanse regering richtte een eigen legergroep op met als doel de Noord-Koreaanse leider Kim-Il-Sung te doden. In de jaren daarna verbeterde de relatie tussen beide landen echter, waardoor de missie werd afgeblazen. In mei 1972 bood Kim-Il-sung zijn excuses aan en verklaarde dat de aanval op het Blauwe Huis door een extreemlinkse groep was georganiseerd en dat hij noch zijn partij achter hun handelen stond.
De Zuid-Koreaanse president Park Chung-hee werd in september 1979 – ironisch genoeg in het Blauwe Huis – doodgeschoten door Kim Jae-gyung, het hoofd van zijn eigen inlichtingendienst. In de jaren daarvoor had hij meerdere aanslagen overleefd.